# Прощай, Эммануэль
«Прощай, Эммануэль» (англ. Goodbye Emmanuelle) — эротический фильм производства Франции. Фильм также известен под названием «Эммануэль 3», завершающий логическую цепочку трилогии.

## Сюжет
Продолжение истории про Эммануэль. Эммануэль и её муж Жан, архитектор, живут на Сейшельских островах. Эммануэль всё так же развлекается с другими мужчинами. Но после того как её отношения с одним режиссёром становятся более серьёзными, Жан начинает её по-настоящему ревновать.

## В ролях
- Сильвия Кристель — Эммануэль
- Умберто Орсини — Жан
- Жан-Пьер Бувье — Грегори
- Александра Стюарт — Доротея
- Ольга Жорж-Пико — Флоренс
- Шарлотта Александра — Хлоя
- Жак Дониоль-Валькроз — Мишель Кордье

## Значимость
Этот фильм по сравнению с предшествующими фильмами «Эммануэль» и «Эммануэль 2» был менее популярным. Это было связано с тем, что в этом фильме сократилось количество эротических сцен и они стали менее откровенными, особенно по сравнению с фильмом «Эммануэль 2».
Но, с другой стороны, фильм стал более реалистичным. Кроме того, фильм знаменовал собой завершение эры «свободной любви» конца 1960-х — начала 1970-х годов.